# (10079) Meunier
(10079) Meunier es un asteroide que forma parte del cinturón de asteroides y fue descubierto por Eric Walter Elst desde el Observatorio de La Silla, Chile, el 2 de diciembre de 1989.

## Designación y nombre
Meunier fue designado inicialmente como 1989 XD2.
Más tarde, en 1999, se nombró en honor del artista belga Constantin Meunier (1831-1905).

## Características orbitales
Meunier orbita a una distancia media del Sol de 2,637 ua, pudiendo acercarse hasta 2,026 ua y alejarse hasta 3,248 ua. Tiene una excentricidad de 0,2318 y una inclinación orbital de 7,142 grados. Emplea 1564 días en completar una órbita alrededor del Sol. El movimiento de Meunier sobre el fondo estelar es de 0,2302 grados por día.

## Características físicas
La magnitud absoluta de Meunier es 14.